# Hector Sánchez Mira
Hèctor Sánchez Mira (Figueres, 4 de maig de 1978), polític català, senador, secretari general de Comunistes de Catalunya i co-coordinador general d'Esquerra Unida i Alternativa.

## Biografia
Es va llicenciar en Biologia a la Universitat de Girona. Participà en el moviment estudiantil als anys 90, però el seu compromís amb l’activisme es va forjar a la contra-cimera de Gènova (2001) i al Fòrum Social Europeu de Florència (2002). De jove s'incorporà a Joves Comunistes, on fou secretari general entre el 2n i el 4t congrés.
Un cop deixà la joventut comunista, va assumir tasques d'organització en la direcció del PSUC Viu. En l'àmbit d'Esquerra Unida i Alternativa, va portar l'Àrea Social, havent-se implicat en la coordinació de la recollida de firmes de la Iniciativa Legislativa Popular per una Renda Garantida de Ciutadania l'any 2013.
L'any 2014 es va produir el procés d'unitat comunista a Catalunya, entre el Partit dels Comunistes de Catalunya i una part del PSUC Viu, del qual Hèctor Sánchez Mira en va ser un dels impulsors. En el nou partit, Comunistes de Catalunya, el secretari general va ser Joan Josep Nuet, si bé en el 2n Congrés de Comunistes de Catalunya, el mes de setembre de 2020, Hèctor Sánchez el rellevà en la secretaria general del partit, fent tàndem amb Nora Sánchez Oussedik com a secretària d'organització. En la direcció del partit comunista, Hèctor Sánchez treballà amb altres dirigents com la senadora Adelina Escandell o l'exregidora de l'Ajuntament de Barcelona Mercedes Vidal.
Sánchez va situar la política estratègica del partit en posicions sobiranistes, apostant per un front democràtic, interpel·lant a totes les esquerres sobiranistes a un front ampli. El gener de 2021 va publicar un article parlant d'un Bildu català i l'agost de 2022 publicà un text conjunt amb Oriol Junqueras, situant la necessitat de col·laboració amb els republicans. L'aposta per la política sobiranista fou un dels motius de ruptura del partit comunista amb Catalunya en Comú, ja que Comunistes de Catalunya considerava que els comuns havien abandonat la política sobiranista
Actualment, en el marc d’Esquerra Unida i Alternativa, Héctor Sánchez n’és el co-coordinador general, juntament amb la també dirigent comunista, Mercedes Vidal, des que Joan Josep Nuet va deixar la coordinació general la primavera de 2019; tant Sánchez com Vidal foren reelegits co-coordinadors generals en la 8a Assemblea Nacional d'EUiA. Després de les eleccions generals de 23 de juliol de 2023, en les quals Sánchez va ser el candidat d'EUiA dins de les llistes d'Esquerra Republicana de Catalunya, fou elegit senador de designació autonòmica pel Parlament de Catalunya, càrrec que va abandonar el 25 de juliol de 2024.